# Lisa Berry
Lisa Berry (Richmond Hill, 6 novembre 1979) è un'attrice canadese.

## Biografia
Berry è nata a Richmond Hill, Ontario. Ha frequentato la Randolph Academy for the Performing Arts, diplomandosi nel 2004, tornando occasionalmente per incoraggiare gli studenti nel loro apprendimento.

## Carriera
Nel 2011, è apparsa come Christine Mayweather nel film televisivo Desperately Seeking Santa. 
Nel 2012, Berry ha interpretato il ruolo di receptionist della clinica nel thriller fantascientifico Antiviral, che ha vinto il premio "Miglior film d'esordio canadese" al Toronto International Film Festival (TIFF) del 2012. L'anno successivo ha recitato nel ruolo di Nara nel film Netflix The Colony al fianco di Laurence Fishburne e Bill Paxton.
Attiva anche in serie televisive, nel 2011 è stata nel cast della serie canadese Combat Hospital. Dal 2015 al 2020 ha interpretato Billie nella serie soprannaturale Supernatural.
Nel 2019 è co-protagonista, nel ruolo del detective Roberta Hanson, nella terza stagione di Slasher.
Nel 2022 è invece nel cast principale della serie Lo scrittore fantasma.

## Filmografia

### Cinema
- Saw V, regia di David Hackl (2008)
- Antiviral, regia di Brandon Cronenberg (2012)
- The Colony, regia di Jeff Renfroe (2013)
- Power Rangers, regia di Dean Israelite (2017)

### Televisione
- Degrassi: The Next Generation - serie TV, episodio 5x18 (2006)
- Heartland - serie TV, episodio 3x15 (2010)
- Lost Girl - serie TV, episodio 1x07 (2010)
- Being Erica - serie TV, episodio 3x10 (2010)
- XIII - serie TV, 4 episodi (2011-2012)
- Combat Hospital - serie TV, 11 episodi (2011)
- Skins - serie TV, episodi 1x07, 1x09 (2011)
- Against the Wall - serie TV, episodi 1x02-1x03 (2011)
- Rookie Blue - serie TV, episodio 2x11 (2011)
- Amori, affari e Babbo Natale (Desperately Seeking Santa), regia di Craig Pryce – film TV (2011)
- Il silenzio del testimone (Silent Witness), regia di Peter Markle – film TV (2011)
- Nikita - serie TV, 3 episodi (2012)
- Haven - serie TV, episodio 3x07 (2012)
- The Listener - serie TV, episodio 4x04 (2013)
- Una serata speciale (Be My Valentine), regia di Graeme Campbell - film TV (2013)
- Supernatural - serie TV, 15 episodi (2015-2020)
- 19-2 - serie TV, 4 episodi (2015-2016)
- Continuum - serie TV, 4 episodi (2015)
- Polo Nord: Il potere magico del Natale (Northpole : Open for Christmas), regia di Douglas Barr – film TV (2015)
- Shadowhunters - serie TV, 5 episodi (2017-2018)
- Bad Blood - serie TV, 8 episodi (2018)
- Slasher - serie TV, 16 episodi (2019-2023)
- Departure - serie TV, episodi 1x01, 3x06 (2019, 2022)
- Designated Survivor - serie TV, episodio 3x09 (2019)
- Hudson & Rex - serie TV, episodio 2x08 (2019)
- La confraternita (The Sisterhood), regia di Jean-François Rivard - film TV (2019)
- Workin' Moms - serie TV, 5 episodi (2020-2021)
- Star Trek: Discovery - serie TV, episodio 3x12 (2020)
- Private Eyes - serie TV, episodio 5x06 (2021)
- Lo scrittore fantasma (Ghostwriter) - serie TV, 13 episodi (2022)
- Chucky - serie TV, episodio 3x03 (2023)
- Beyond Black Beauty - serie TV, 12 episodi (2024)

## Doppiatrici italiane
Nelle versioni in italiano delle opere in cui ha recitato, Lisa Berry è stata doppiata da:
- Chiara Francese in The Colony
- Rachele Paolelli in Supernatural
- Laura Romano in Power Rangers
- Claudia Razzi in Shadowhunters
- Angela Brusa in Slasher
- Emilia Costa in Departure (ep. 1x01)
- Daniela Abbruzzese in Departure (ep. 3x06)
- Anna Cesareni in Private Eyes

## Premi e nomination
- Premio Trailblazer, Reel World Film Festival
- Candidatura al premio Dora Mavor Moore per il miglior ensemble per il tuo lavoro nella produzione teatrale dei Young Peoples di "To Kill A Mockingbird"
- Nel 2012 Berry ha fatto parte del cast vincitore di Antiviral , che ha vinto il premio "Miglior film d'esordio canadese" al Toronto International Film Festival del 2012
- 2014 Nominata per il premio come migliore attrice ai Black Canadian Awards di Toronto
- 2015 Nominata per il premio come migliore attrice ai Black Canadian Awards di Toronto
- Premio RCPA Alumni of Distinction 2017
- Candidato ai Canadian Screen Awards 2022 per la migliore interpretazione principale, programma web o serie per 21 Black Futures